# Comacina-sziget
A Comacina-sziget egy 600 m hosszú és 200 m széles földsáv (amelynek kerülete 2 km, felszíne 7,5 hektár) a Comói-tóban.
Tremezzina községben, az Argegno és a Lavedo-félsziget közötti comói ág nyugati partjának bejáratánál, a Zoca de l'oli (olajmedence) előtti vizekben található: ez Olaszország legészakibb területe, ahol különösen enyhe éghajlati viszonyok között az olajfát termesztik és olívaolajat állítanak elő. Ossuccio lakói ma is el castellnek (a várnak) hívják.
A régi tulajdonos, Giuseppe Caprani a szigetet végrendeletében I. Albert belga királyra hagyta, aki az olasz államnak ajándékozta. Utóbbi pedig a Brera Képzőművészeti Akadémia elnökére bízta, azzal a céllal, hogy művészfalut és -szállodát építsen. 1939-ben a 
fasiszta állam segítségével három villát meg is építettek ebből. A sziget azóta is a milánói Akadémia birtoka.
Minden évben a június 24-éhez legközelebb eső vasárnapon tartják a hagyományos Keresztelő János-búcsút, amely csónakok ünnepélyes felvonulásával és a tavon hagyományos tűzijátékkal zajlik.

## Leírása
A néhány közelmúltbeli épület mellett az egyetlen épségben maradt épület a Keresztelő Szent Jánosnak szentelt barokk templom, amely a római falak és egy késő római torony maradványait, valamint egy román stílusú kápolna alapjainak egy részét, és maradványokat tartalmaz egy 5. századi keresztelőkápolnáról (mozaik) Ezen építmény mellett az 5. századot követő állítólagos kettős apszisos keresztelőkápolna romjain kívül a 11. századi Szent Eufémia-bazilika maradványai, háromhajós alaprajzú kriptával ellátott apszisok. A szigeten láthatók a Santa Maria del Portico (12. századi, az ókori bazilika maradványaiból kiindulva a gerincen nyugat felé kanyarodó ösvény mentén) a Szent Péter-templom maradványai. a kastélyban (12. század, a sziget legmagasabb pontján, ahol talán egy erődítmény volt) és a Szent Fausztinusz és Giovita (12. század). A hagyomány szerint kilenc templom volt a szigeten, mielőtt a comóiak 1169-ben a földdel egyenlővé tették őket.
Szóba kerül a „comacina” jelző értelmezése. Általában „Comói” vagy „Comói-tó”-iként értelmezik, s ezért a „Comói-tó szigeteként”. A legújabb szerzők a melléknevet a νήσος κωμανίκεια-ból származtatják; így nevezte a szigetet Giorgio Ciprio földrajzi munkájában, amikor a bizánci helyőrséget és Francione (a 6. századi magister militum)  ellenállását említi.

## Története

### Viták a longobardok eredetéről és érkezéséről
Ballarini szerint az első erődítményeket a kelták, majd később a rómaiak építették. Jelenleg nincs római kor előtti régészeti bizonyíték, néhány római építészeti töredék kis épületre (talán fogadalmi templomra) vagy akár máshonnan származó romokra utalhat, amelyeket a helyszínen újra felhasználtak. Nem kizárt azonban, hogy a Castell helynév még a római kor előtt is felidézheti a sziget castrumkénti használatát, vagy utolsó menedékként a szomszédos Ausuciates Vicana közösség (a jelenlegi Ossuccio ősi lakói) számára veszély esetén.
Ennodio 501-ben Faustóhoz írt leveléből a sziget lakatlannak tűnik, erődítmények nélkül, és a szomszédos Spurano (Ossuccio falu) terület elszigetelt részeként, leprakolóniaként használták.
Floriano trieri püspöknek, Niceziónak 550-ben írt levelének téves értelmezése azt a feltételezést eredményezte, hogy a Comacina-szigetet Cristopolinak vagy Cresopolinak hívták, és frank befolyás alatt állt. Mára megállapították, hogy a Floriano-levél szigetobjektuma a Provence-Cannes melletti Lérins-sziget.
A szigeten, valamint Lennóban és Comóban talált számos sírfelirat jelzi a Comacina-sziget várát, és arról tanúskodik, hogy a gót királyság bukásakor az egész Larian-vidék Bizánci Birodalom kormányzása alatt maradt. Valójában a feliratok a birodalom keltezését, s Basilio, Paolino és Giovanni tanácsnokokat jelzik.

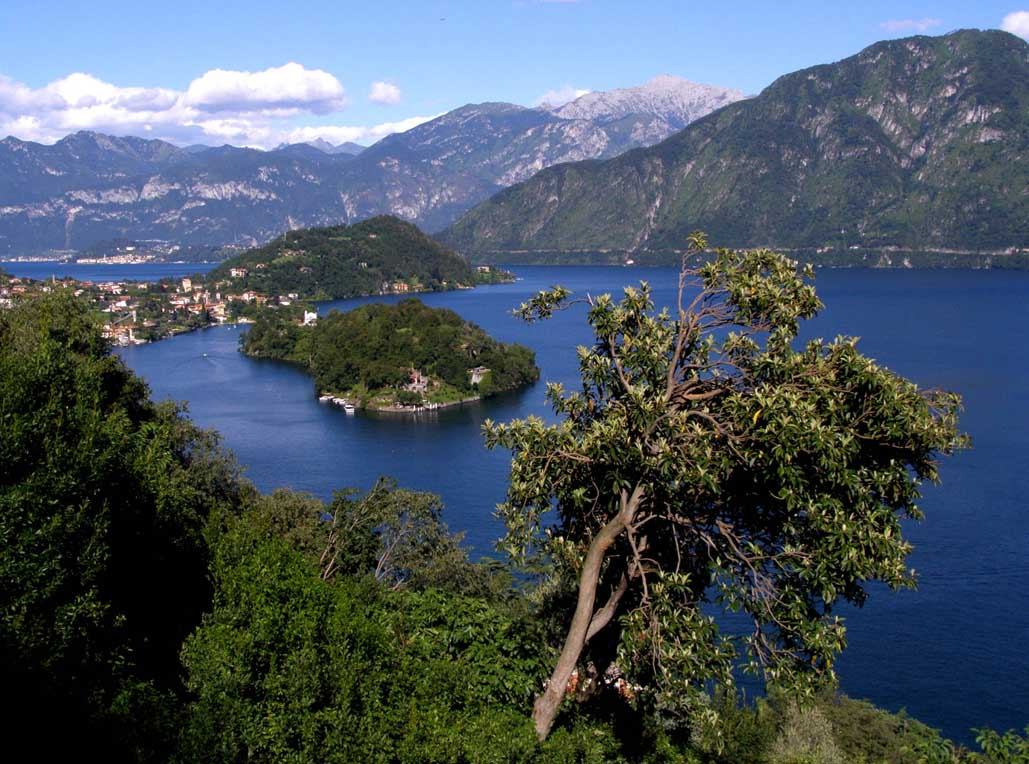
A Comacina-sziget, a Lavedo-félsziget és a Zoca de l'oli

Sokak szerint a sziget hatodik századi, bizánci uralom alatti erődítésének fő forrása Paulus diakónus (III., 27.) leírása volt, amely szerint Insula Amacinában a Francionem magistrum militum húsz évig vitathatatlan ura maradt, és hat hónapig ellenállt a lombard ostromnak. A longobárdok megszállták Itáliát, 569-ben meghódították Milánót, és menekülésre kényszerítették az uralkodó osztályt és a birtokosokat. Bizánc e szívós és utolsó területe és határai lombard földön még azért sem tisztázottak, mert a Bizánccal való kommunikáció már lehetetlen volt. Francione sáncai nem korlátozódtak a szigetre. A lainói kastélyban található milánói templom aldiakónusa, Marcellino őrizte a Val d'Intelvit. Délen a Castel Baradellóra és Como városára számíthatott, Castelmarte az ólomlyukkal a Valassinát, míg Lecco-Civate erődítményei a Comói-tó keleti részét irányították. Északon az alpesi hágókat jól őrizték a frankok, akikkel szövetséget kötöttek. Továbbra is fennáll a vita a történészek között a Pian di Spagnában található Burgus Francionisról, vagyis arról, hogy a tó tetején lévő földek Francione vagy a frankok (Burgus Francorum) közvetlen irányítása alatt álltak-e. Francione ellenállása 588-ban ért véget, amikor a megválasztott Authari longobárd király lombard hadserege 584-ben megrohamozta az erődítményeket. Francione cum uxore et suppellectili térhetett vissza Ravennába. Paulus diakónus hozzáteszi:

„…sull'isola vennero scoperte molte ricchezze, evidentemente ivi portate da tutte le città vicine”

– a sziget sok gazdagság borítja, amelyeket nyilván a közeli városokból hordtak itt össze

Meg kell azonban jegyezni, hogy egy 2016-os tanulmány szerint a Comacina-sziget, amelynek eseményeit Paolus diákonus Historia Langobardorum című művében meséli el, valójában nem ez a sziget, hanem a két összefutó folyó közötti terület egy része, amely azonosíthatóan Olginate (LC) önkormányzat jelenlegi Capiate-frakciója. Ebből következik, hogy az itt leírt longobárd korszak események arra az olginai helységre vonatkoznak. A Comense-sziget (Tremezzina szigete) és Comacina szigete (Paulusé) közötti zavar a tizennyolcadik századi tudósok idejére nyúlik vissza, és később általánossá vált.
Comacina erődítményeit Giorgio Cipro is megemlítette.
Mindenesetre a Comói-tó területe is a longobárdok kezére került, igaz nem úgy, mint a többi; valószínűleg nem fosztották ki, hanem rendes háborúban hódították meg.
Comacina szigete a hatodik században nemcsak politikai és katonai, hanem vallási események központja is volt.
Szent Abbondiusz tisztelete talán már a Szent Eufémia-bazilika alapításánál is jelen volt 1031-ben, Litigerio püspök szerint, ám ezt a jelenlétet információk nem erősítik meg. Egyrészt azért, mert a szigetet 501-ben nem lakták, amint azt Ennodius meséli, másrészt azért, mert a szent missziós tevékenysége Como városára korlátozódott.
Agrippino püspök ehelyett a Comacina-szigetet választotta tevékenysége központjának, ahová temetkezni is szándékozott. Őt a szentek között tartják számon, bár részt vett a Háromcikkely-vita szakadásában, amelyhez a comói templom 698-as újjáépítéséig ragaszkodva egy opuszt építtetett és szentelt fel, valószínűleg azt a templomot, amelyet Szent Eufémiának szentelt. Ezt a szentet trikapitolini zászlónak tekintették, mert a IV. Khalkédóni zsinatot a neki szentelt templomban tartották, ahol Abbondiusz volt a főszereplő. Nem zárható ki tehát, hogy szigeti jelenlétének legendája éppen itt született, talán azért, mert Agrippino elődje, a szent püspök ereklyéivel ruházta fel a templomot. Szent Eufémia új bazilikáját (amelyből ma már csak romok maradtak) a 11. században Litigerio püspök újjáalapította az egyházmegye átszervezésének részeként, amely a templom plébániai rangra emeléséhez vezetett.

### A longobárdoktól a sziget pusztulásáig

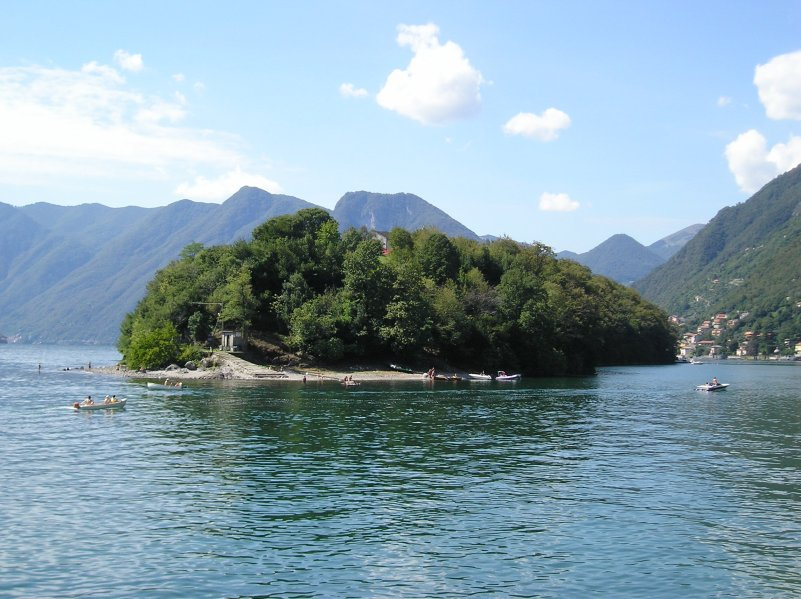
A Comacina-sziget északi vége

A longobárdok kezére került Comacina-sziget katonai megszállásuk sarokkövévé vált, közigazgatási székhelyük mellett, amint azt a Sala Comacina helynév is bizonyítja, amely a hódítóknak járó hozzájárulások beszedésének helyére utal.
Larian területét Bergamo hercegének joghatósága alá helyezték. Ez arra enged következtetni, hogy Francione bizánciainak veresége az adott hercegség longobárdjainak munkája révén következhetett be. Como városa, korábban municipium, Milánóhoz került, valószínűleg azért, mert a milánói longobárdok hajtották végre a déli támadást a város meghódítására. Como a következő évszázadokig Milánó árnyékában maradt, amíg a püspökök világi hatalma fel nem virágzott.
591-ben Agilulf longobárd király, Autari újonnan megválasztott utódja, az általuk elárult hercegek megtisztításával kezdte meg uralmát. Minulfot, valószínűleg San Giulio hercegét, aki Orta San Giulio szigetén keresett menedéket, megtalálták és megölték. Bergamo Gaidulfo hercege a Comacina szigeten keresett menedéket, amelyet ismét megtámadtak és meghódítottak. Gaidulf bocsánatot nyert.
690-ben Cuniberto Trento Alachis hercegének lázadása után itt talált menedéket. Bresciai Aldo a Grauso testvérek segítségével visszahódította a királyságot Coronate d'Addapában, ma Cornate d’Adda.
701-ben ott megerősítették Ansprandót, az ifjú Liutbertót, Cuniberto fiúutódát. Sikerült megmenekülnie II. Aripert, Torino hercegének bosszúja elől úgy, hogy a frankok védelme alatt Chiavennába és Bajorországba vezette az utat, miközben Liutbertet elfogták, Bergamo Rotarit hercegét pedig legyőzték. A Comacina-szigetet ismét invázió és pusztítás érte.

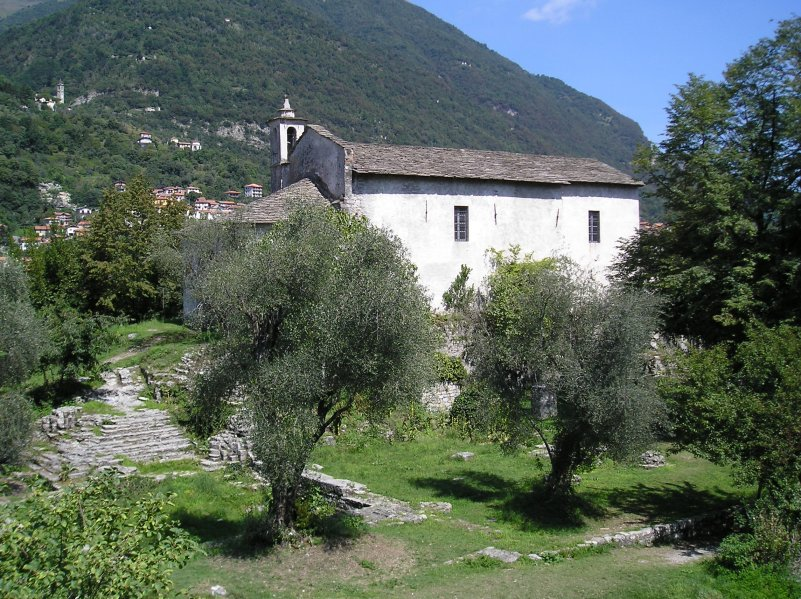
A Keresztelő Szent János-templom Comacina szigetén

Az első évezred végén Comacina szigete ismét nemzetközi események középpontjában állt. II. Berengár itáliai király partizánjai, fia, Guido, Castelseprio Nantelmo grófja és Lecco Attone grófja az erődítményeiben keresett menedéket. Megtámadta őket Waldone comói püspök, I. Ottó német-római császár szövetségese, és a szigetet ismét a földdel tették egyenlővé. Como joghatóságot szerzett az egész Comói-tó és a Mezzola-tó felett. A kiváltságokat II. Ottó német-római császár 977-ben, Arduino 1002-ben és II. Konrád német-római császár 1026-ban erősítette meg.
A Como és Milánó közötti rivalizálás a fő kommunikációs útvonalak és az alpesi hágók hegemóniájáért és ellenőrzéséért 1118-ban tízéves konfliktushoz vezetett, amelyet tízéves háborúnak neveztek. Nemcsak a két város vett részt a konfliktusban, hanem a Lariók szinte összes földje is, amely Como ellen állt. Az Anonymous Cumano által oppidumnak leírt sziget esetében a háború eseményei váltakoztak az összecsapásokban. Kétszer is szenvedett a legrosszabbul Comótól, amely 1119-ben elpusztította a flottát és Campo városát, amely ma Lenno falva a szárazföldön, 1124-ben pedig magát a szigetet is elfoglalták.
A konfliktus 1127-ben a milánóiak győzelmével és Larian városának teljes lerombolásával ért véget. A vereség után Como felemelkedett romjaiból, és a I. Frigyes német-római császárral kötött szövetségnek köszönhetően előkészítette a bosszút, amelynek eredményeként 1169-ben bosszút álltak, a három plébániatemplom (Dongo, Gravedona és Sorico) segítségével a lázadók ellen. földeket. A sziget különösen az alapjaitól fogva elpusztult és a földdel egyenlővé vált; az összes prezidiumot, házakat, templomokat és falakat lerombolták, a köveket pedig szétszórták a tóban, hogy ne lehessen újjáépíteni. Az egyetlen megkímélt épület egy bencés apátság volt. Como Vidulfo püspöke kiközösítette. Frigyes Barbarossa egy 1175-ös birodalmi rendelettel megerősítette az újjáépítés tilalmát: „A harangok többé nem szólalnak meg, kőről-kőre nem állítanak fel, soha többé nem lát vendégül téged, az erőszakos halál fájdalmában”.

A Comacina-sziget (Isola di San Giovanni néven) Johann Heinrich Bleuler festményén (1830), Svájci Nemzeti Könyvtár

A szökevények Varennába menekültek, a tó túlsó partján, amelyet következésképpen egy ideig Insula nova néven említettek.
Azóta Comacina szigete már nem volt lakott, csak a 17. században épült egy kis templom, amelyet Keresztelő Szent Jánosnak szenteltek, és amely magának a szigetnek a San Giuann nevét adja a Castell mellett.
Erre a tragikus eseményre ma is minden évben azon hét szombatján és vasárnapján emlékeznek meg, amelyre június 24-re, Szent Iván ünnepe esik. A tavat nappal több ezer lumaghitt, a vízen lebegő gyertyák világítják meg, mintha az elhagyott lelkekre emlékeznének, akik egyik partról a másikra hajóztak, és kimenekültek égő házaikból. Egy tűzijáték rekonstruálja a tüzet és a sziget elpusztítását.

### A pusztulástól napjainkig
A sziget eredetileg a püspök tulajdonában volt, majd különböző tulajdonosokon keresztül gazdát cserélt.
1919-ben egy bizonyos Sala Comacina-i Augusto Caprani örökségül hagyta I. Albert belga királynak, aki 1920-ban átengedte az olasz államnak, egy non-profit szervezeten keresztül, amelyben Belgium konzulja és a Brera Akadémia elnöke megegyezett, egy művészfalu és egy szálloda építésében. A szálloda soha nem épült meg; Az 1964-es fogadó mellett azonban 1939-ben Pietro Lingeri építész tervei alapján három villa megépült, amelyek jól illeszkednek a sziget kontextusába, és máig csodálat tárgyai.

## Képgaléria

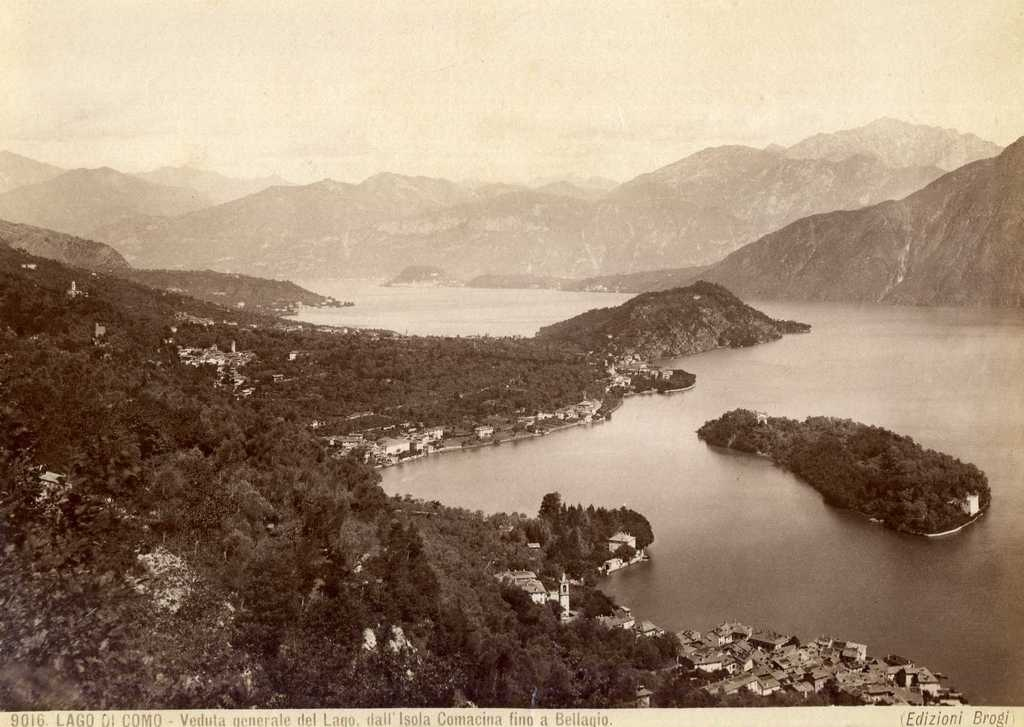
Kilátás a tóra
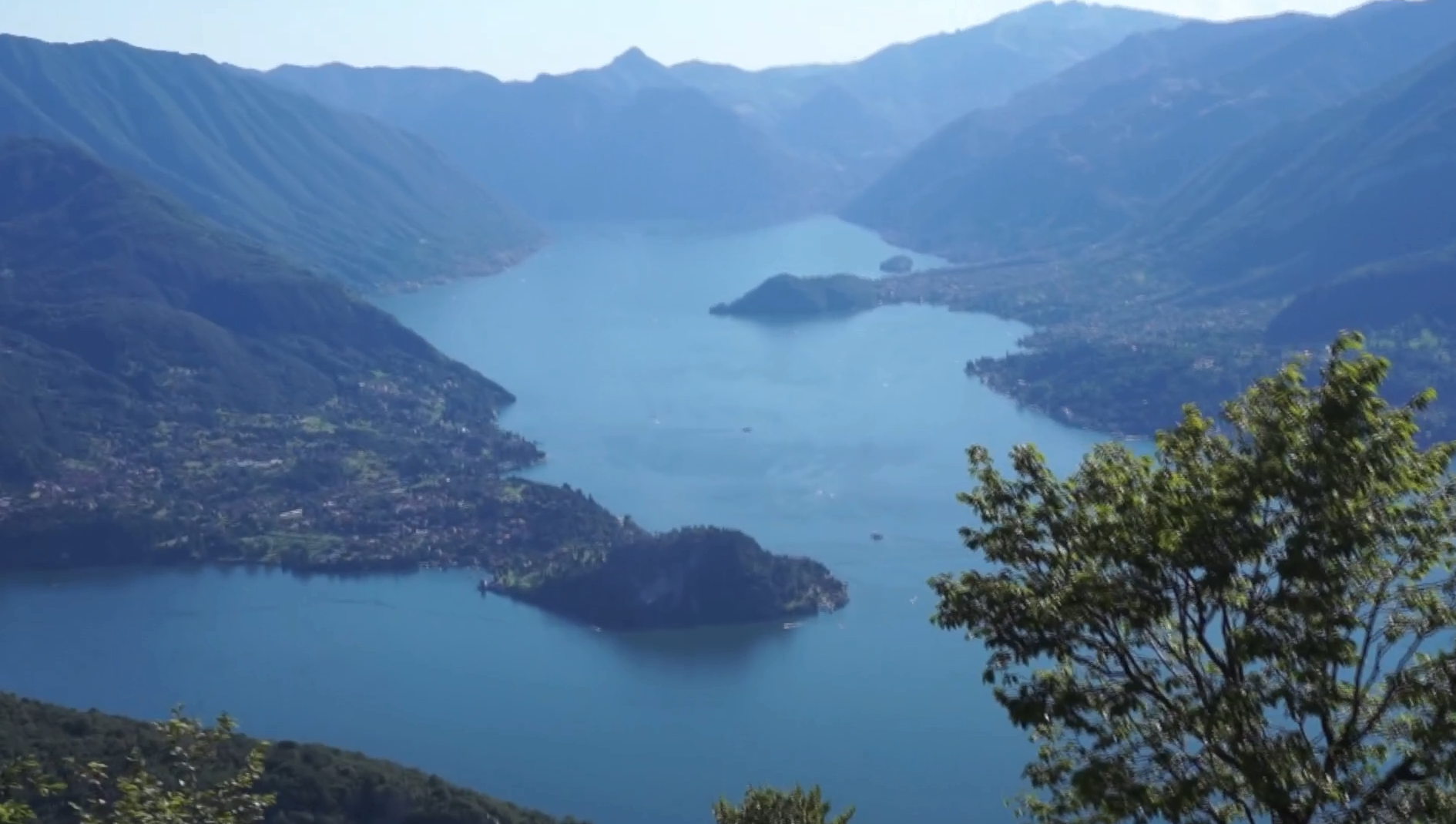
Kilátás a Perledo felől
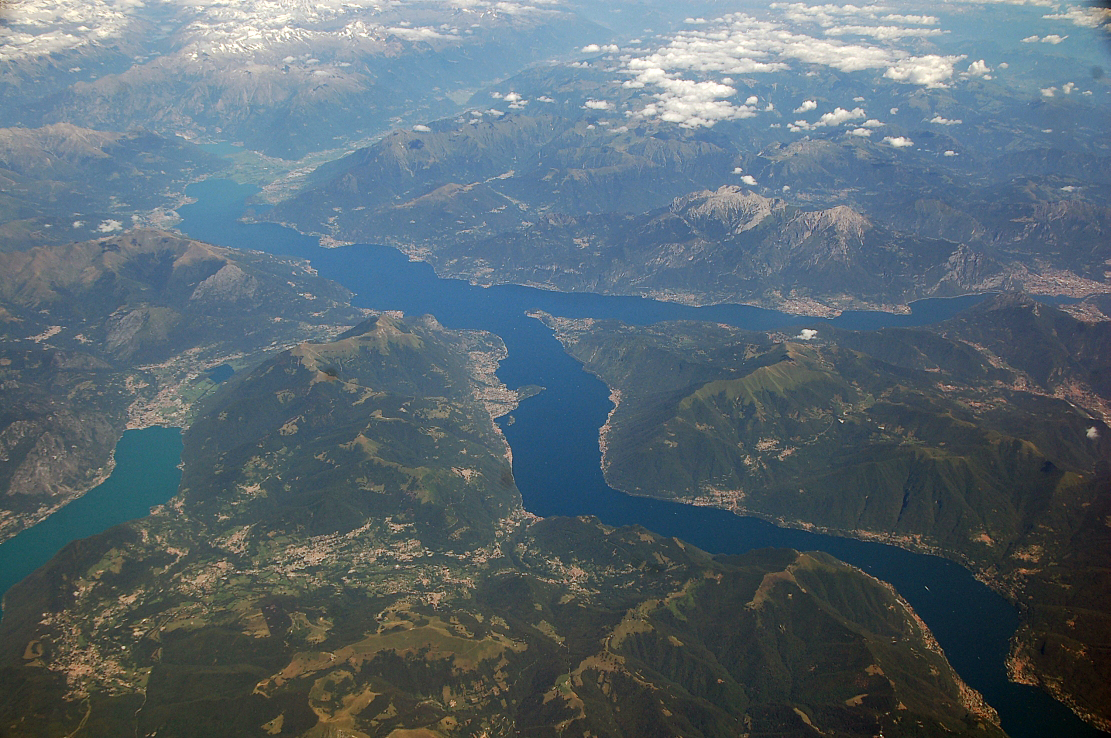
Légi felvétel
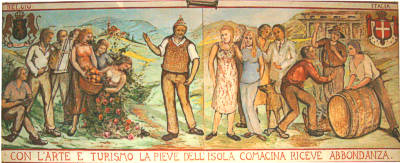
Festmény

## Bibliográfia
- GP Bognetti, Nem a Comacina-sziget, hanem a Lerin-sziget, ASL 1-4, 1944 cikk pdf formátumban .
- LM Belloni, Comacina-sziget a 6. és a 9. század között, ASL-ben, 1963
- LM Belloni, A Comacina-sziget és ősi plébániatemploma, szerk. Cairoli, Como, 1966
- LM Belloni, Comacina erődítményei, mint egy sziklaoszlop funkciójú tűzoltóközpontként szervezett modern erőd, szerk. Cairoli, Como, 1971
- M. Gianoncelli, Historical Notes on the Comacina Island, ASL, 1973
- Castelli basiliche e ville - Tesori architettonici lariani nel tempo. Como - Lecco: La Provincia S.p.A. Editoriale
- Una chiesa tra lago e montagne - A Giovanni Paolo II. Como-Lecco: La Provincia S.p.A. Editoriale
- Guida d'Italia - Lombardia (esclusa Milano) (olasz nyelven). Milánó: Touring Editore. ISBN 88-365-1325-5
- Fabio Carminati e Andrea Mariani, Isola Comacina és Isola Comense: az identitások történelmi összetévesztése, az Új történelmi magazinban, C, n. 1, 2016, DOI : 10.1400 / 239817, ISSN 2036-3206 ( WC ACNP) Letöltve: 2018. július 7 .
- 50 Ville del Lago di Como (olasz nyelven). Lipomo: Dominioni Editore. ISBN 978-88-87867-38-1

## Fordítás
Ez a szócikk részben vagy egészben  az   Isola Comacina című olasz Wikipédia-szócikk ezen változatának fordításán alapul.  Az eredeti cikk szerkesztőit annak laptörténete sorolja fel. Ez a jelzés csupán a megfogalmazás eredetét és a szerzői jogokat jelzi, nem szolgál a cikkben szereplő információk forrásmegjelöléseként.